# Pteris elongatiloba
Pteris elongatiloba är en kantbräkenväxtart som beskrevs av Roland Napoléon Bonaparte. Pteris elongatiloba ingår i släktet Pteris och familjen Pteridaceae. Inga underarter finns listade.